# Woodlawn (Plantage)

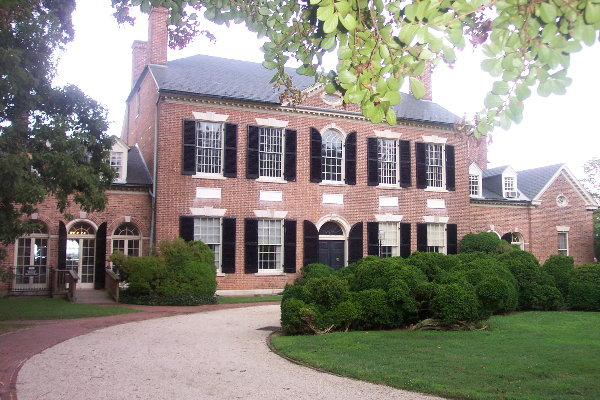
Woodlawn

Woodlawn ist ein historisches Haus in Fairfax County, Virginia. Es war ursprünglich ein Teil der historischen Plantage Mount Vernon, dem Landsitz von George Washington.
Woodlawn wurde erbaut von 1800 bis 1805 für den Neffen von George Washington Lawrence Lewis und seine Braut (Washingtons Stiefenkelin), Eleanor “Nelly” Custis Lewis. Auf Washingtons Bitte hin wurde es entworfen von William Thornten, dem Architekten des Kapitols. Während die Familie Lewis das Haus bewohnte gehörten zu dem Anwesen 2.000 Hektar (810 ha) Land, welches das Paar von Washington als Hochzeitsgeschenk bekommen hatte, es arbeiteten dort über 100 Personen, darunter circa 90 Sklaven. Woodlawn ist auf einem Hügel gelegen, von dem aus man Mount Vernon sehen kann.
1846 verkaufte ein Sohn des Lewis den Besitz an zwei Quäkerfamilien, die Troths und die Gillinghams. Diese lehnten die Sklaverei aus ethischen Gründen ab. So wurde Woodlawn zur free labor colony, welche freie Schwarze und weiße Farmer beschäftigte und erbrachte damit den Beweis, dass die Sklavenbefreiung nicht das Ende der Bewirtschaftung der Südstaatenplantagen bedeuten müsse. Diese Haltung machte Woodlawn zu einem umstrittenen Sozialexperiment und damit zu einem Angriffsziel der Konföderierten Truppen im Amerikanischen Bürgerkrieg.
Zu Beginn des 20. Jahrhunderts war Woodlawn weitgehend zerfallen und bei einem Hurrikan 1896 wurde es stark zerstört. 1901 zog der Dramatiker Paul Kester zusammen mit seiner Mutter, Bruder und 60 Katzen in das Haus und begann es zu restaurieren. 1905 zog Kester in das nahegelegene Gunston Hall und verkaufte Woodlawn an Miss Elizabeth Sharpe, eine reiche Kohlenerbin aus Pennsylvania, die 24 Jahre lang Woodlawn liebevoll restaurierte. Die letzten privaten Besitzer von Woodlawn waren Senator und Mrs. Oscar Underwood aus Alabama. Nach Mrs Underwoods Tod wurde das Anwesen von einer privaten Organisation gekauft um seinen Erhalt zu sichern. Schließlich wurde es 1952 Eigentum des National Trust for Historic Preservation einem Teil der National Trust Community Investment Corporation. Es ist ganzjährig für die Öffentlichkeit zugänglich. Im Februar 1970 wurde die Plantage als Gebäude in das National Register of Historic Places eingetragen. Seit August 1998 hat Woodlawn den Status eines National Historic Landmarks und ist eine von 121 historischen Stätten dieser Art in Virginia. Im November 2011 wurde der Schutzbezirk um die Stätte erweitert.